# Naenara
Naenara (en chosŏn'gŭl, 내나라; literalmente, «mi país») es uno de los portales informativos oficiales de la República Popular Democrática de Corea (RPDC). Las categorías del portal incluyen política, turismo, música, comercio exterior, arte, prensa, Información tecnológica, historia, y "Corea es una".
El sitio tiene publicaciones como The Pyongyang Times, Korea magazine, Korea Today magazine y la revista Comercio exterior y cuenta con la publicación de la  Agencia Central de Noticias Coreana news.
Los usuarios surcoreanos tienen el acceso censurado desde 2011.